# Trithrinax
El género Trithrinax pertenece a la familia de las palmeras (Arecaceae). Es originario de las regiones subtropicales de América del Sur.
Parte de la subfamilia Coryphoideae, una línea de palmeras aún poco evolucionadas.
Es un género con palmeras de crecimiento lento.

## Nombres vulgares

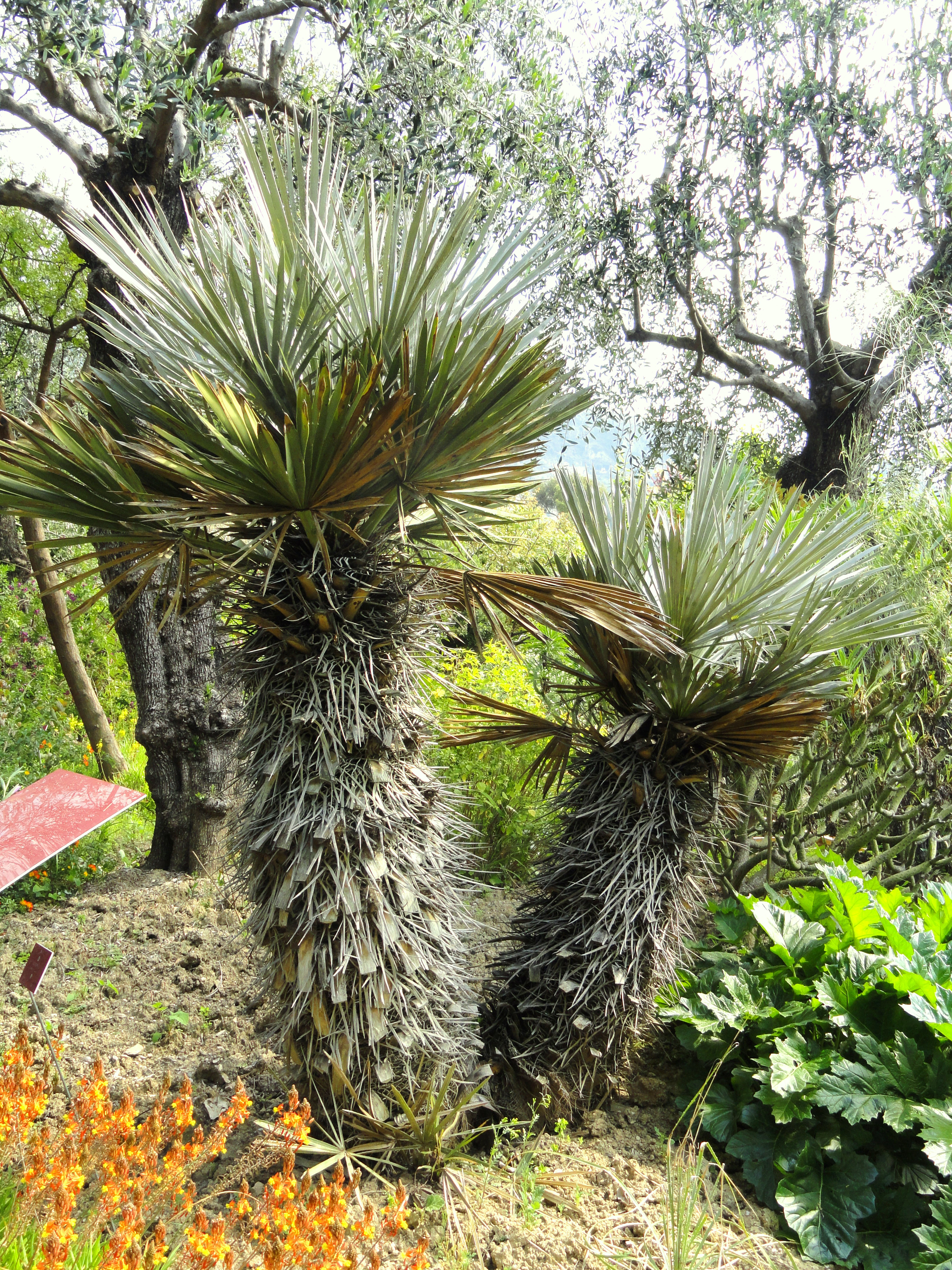
Trithrinax campestris

Caranday (del guaraní, "palmera de agua") es el nombre vulgar de dos especies de palmeras del género Trithrinax (Trithrinax brasiliensis y Trithrinax campestris, esta última también llamada coco aunque no sea cocotera) nativas de las regiones más húmedas de Sudamérica, que se encuentran en los llanos de las márgenes izquierda y derecha del Río Paraguay y del Bajo Paraná, así como en el Pantanal, Gran Chaco, la Mesopotamia argentina, y las llanuras de la región oriental del Paraguay.
Con el nombre de caranday también se conoce a la especie Copernicia alba, también conocida como anachicarí, palma negra o palma colorada, nativa del Gran Chaco.
El caranday Trithrinax brasiliensis es una especie en riesgo de extinción, clasificada en la Lista roja de la IUCN.

## Distribución y hábitat
Comprende especies de regiones subtropicales de América del Sur: Bolivia, Brasil, Paraguay, Uruguay, y Argentina. Sus especies viven bien en ambientes secos, abiertos o cubiertos de bosques con claros, y con inviernos moderadamente fríos. Trithrinax es también uno de los géneros de palmeras de América de los más resistentes al frío y a las sequías.

## Descripción

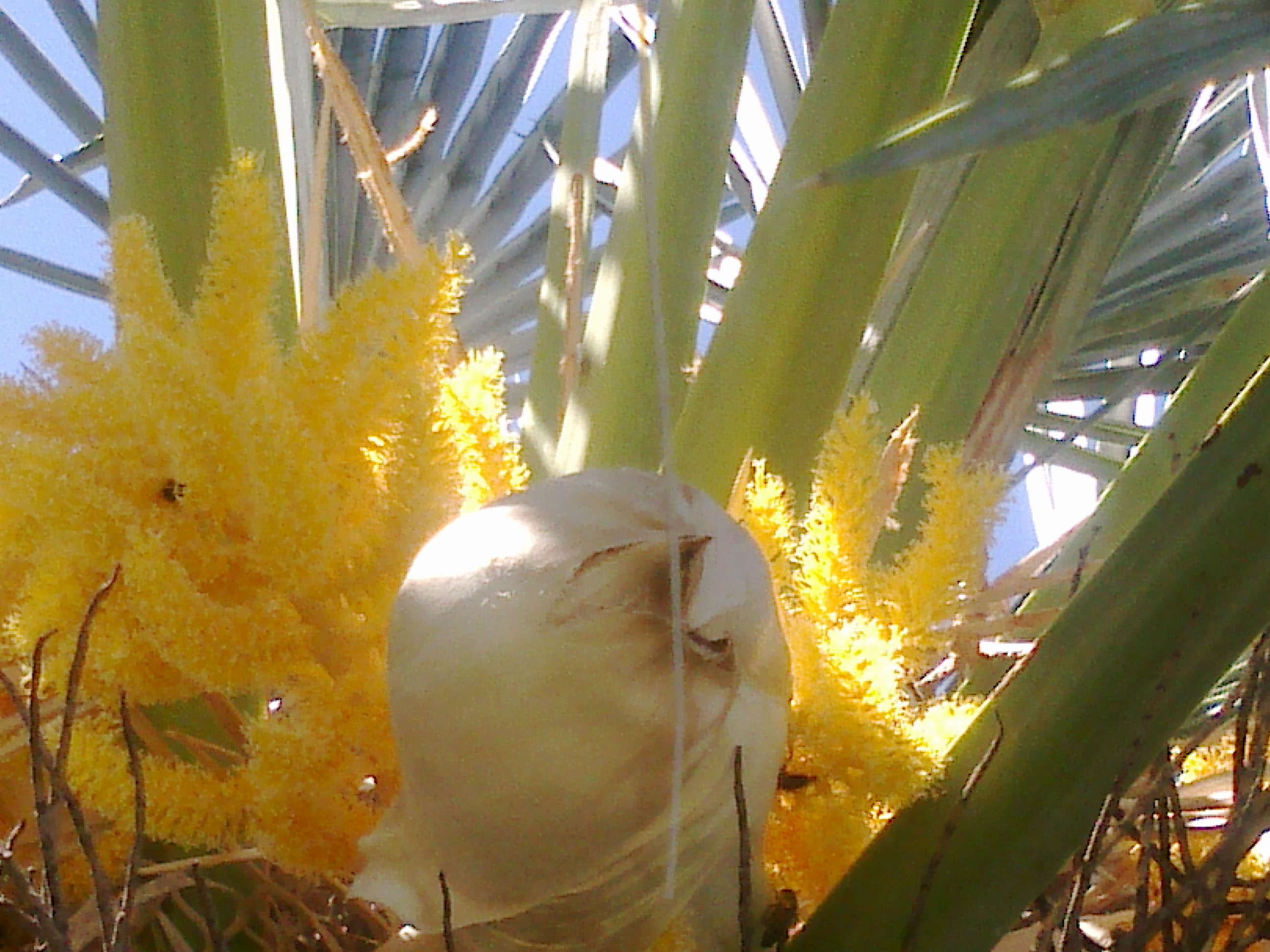
Flor de la Palma de Caranday

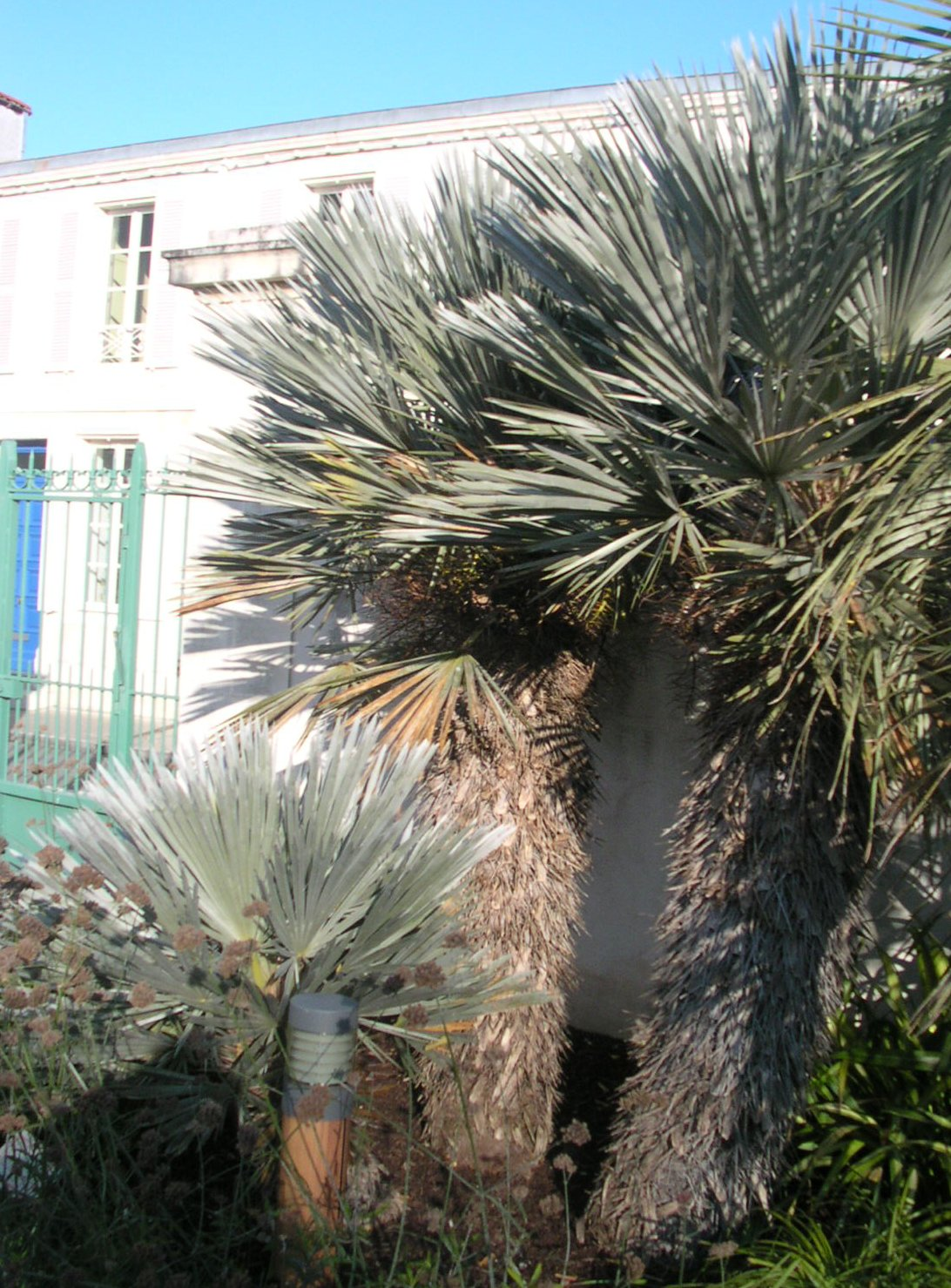
Trithrinax campestris.

- Flores: tres sépalos, tres pétalos, seis estamenes y tres carpelos. Son representantes de la forma ancestral arcaica de floración de las palmeras.
- Estípite: conserva la base de las ramas, filamentosos y espinoso.
- Hojas: típicas de las palmeras.
- Brote: de color rojo.

## Usos
Su explotación se basa en el uso de su tronco para postes o columnas de tendido eléctrico o telefónico, pilares para edificaciones de ranchos y cercos; y de su hoja, la industria o confección de sombreros y pantallas artesanales típicos en Paraguay.
Las fibras se usan para textiles y realizar vestimenta. Los frutos dan un aceite, y utilizados en la fabricación de una bebida alcohólica.

## Taxonomía
El género fue descrito por Carl Friedrich Philipp von Martius (1794-1868), y publicado en Historia Naturalis Palmarum 2: 149. 1837.
Etimología
Trithrinax: nombre genérico que proviene del idioma griego tri significa tres, y de thrinax tridente. 

## Sistemática
Las especies de este género son las siguientes:
- Trithrinax Mart., Hist. Nat. Palm. 2: 149 (1837). 
  - Trithrinax acanthocoma Drude, Gartenflora 27: 361 (1878).
  - Trithrinax brasiliensis Mart., Hist. Nat. Palm. 2: 150 (1837).
  - Trithrinax campestris (Burmeist.) Drude & Griseb., Abh. Königl. Ges. Wiss. Göttingen 24: 283 (1879).
  - Trithrinax schizophylla Drude in C.F.P.von Martius & auct. suc. (eds.), Fl. Bras. 3(2): 551 (1882).

Taxones pasados a sinonimia:
- - Trithrinax aculeata Liebm. ex Mart., Hist. Nat. Palm. 3: 320 (1853). 
  - Trithrinax biflabellata Barb.Rodr., Palm. Paraguay.: 2 (1899).
  - Trithrinax chuco (Mart.) Walp., Ann. Bot. Syst. 1: 1005 (1849).
  - Trithrinax compacta Griseb. & H.Wendl. in H.A.R.Grisebach, Cat. Pl. Cub.: 221 (1866).
  - Trithrinax mauritiiformis H.Karst., Linnaea 28: 244 (1856).